# Паметник на „Кървавото писмо“ и събитията от 1944 година
Барелефите с текстовете на „Кървавото писмо“ и на паметника на събитията от 1944 година се намира на площад „20-ти Април“ и е монтиран през 1970-те години на XX век в град Копривщица.
Комплексът от две морени е построен в памет на считаните по това време за две от най-значителните събития в новата история града – революцията от 1876 г. и превземането на Копривщица от партизаните в ранната пролет на 1944 г.
На този площад Тодор Каблешков пише прочутото си писмо, с което уведомява революционерите от Панагюрище за мерките, предприети в града по повод на пристигналите турски части в града. Поради предателство въстанието е обявено преждевременно, конакът е превзет от въстаническите отряди а мюдюрина е убит.
Рано сутринта на 24 март 1944 г. под предводителството на Иван Врачев града е превзет от партизаните на бригада „Георги Бенковски“ и чета „Бачо Киро“ на бригада „Чавдар“. Четниците на двете групи нападат и превземат полицейския участък, разположен в сградата на бившия конак. След пленяването на полицейската групировка следва изгарянето на общинския архив, като е организиран митинг, на който говори Стефан Халачев. Този ден са разстреляни бившият кмет Иван Рашков и настоящият Цанчо Дебелянов. В следващите часове, партизаните се изтеглят на юг към калето в местността Смиловене. Като последствие от акцията в Копривщица са арестувани за разпити чрез инквизиции около четиридесет души и са изгорени шест партизански къщи. На 31 март ятаците на отряда Иван Кривиралчев и Христо Тороманов са разстреляни от полицията.